# تام انگشتی
تام انگشتی یا تام بندانگشتی یک داستان فلکلور انگلیسی است که نخستین بار در سال ۱۶۲۱ میلادی چاپ شده‌است. تام انگشتی اولین داستان عامیانه انگلیسی که چاپ شده‌است. ماجراهای تام که به بزرگی انگشت شست پدرش است از بلعیده شدن توسط گاو شروع شده و با در افتادن با غولها و دوستی با شاه آرتور ادامه می یابد. هم چنین هنری فیلدینگ نمایشنامه‌نویس بریتانیایی نمایشنامه مشهوری به نام «تراژدی تراژدیها» یا «تاریخ تام انگشتی بزرگ» با محوریت شخصیت تام انگشتی دارد.

## خلاصه داستان
در زمان شاه آرتور کشاورزی بود ، که آرزویی نداشت مگر اینکه پسری داشته باشد ، حتی اگر این پسر از انگشت شست او بزرگتر نباشد. کشاورز زنش را نزد مرلین فرستاد و با جادوی مرلین آن‌ها ظرف سه ماه صاحب پسری کوچکی شدند. روزی تام ظرفهای مادرش را از اشعه خورشید می‌آویزد اما وقتی بقیه پسرها از او تقلید می‌کنند، همه ظرفهایشان می‌شکند و آن‌ها دیگر با تام بازی نمی‌کنند. تام در خانه می‌ماند و هنگامی که مادرش پودینگ درست می‌کرد ، درون یکی از پودینگها می‌افتد. مادر تام بی خبر از همه جا پودینگی را که تام در آن بود به گدایی می‌دهد. در راه تام داد می‌زند و گدا که ترسیده بود ،پودینگ را پرت می‌کند. تام با خوردن پودینگ خود را رها کرده و به خانه بازمی گردد.
مادرش که حالا بیشتر مراقبش بود . روزی تام را با خودش برای دوشیدن شیر برد ، اما گاو او را خورد که با خوراندن مسهل به گاو او را نجات دادند. روز دیگری با پدرش به مزرعه رفت و هنگامی که مشغول بازی با مترسک بود ، کلاغی او را با خود برده و در خانه غولی انداخت. غول تام را می‌خورد ، اما بالا آورده و تام را به دریا پرت می‌کند. این بار پرنده‌ای که عاقبت خود برای شام شاه آرتور شکار می‌شود ،او را می‌خورد و ماجراهای تام پس از آن در دربار شاه آرتور ادامه می‌یابد.